# Thamnophis sirtalis tetrataenia
Thamnophis sirtalis tetrataenia, también llamada serpiente de liga de San Francisco, es una subespecie de la serpiente de liga común. Desde el año 1967 está considerada en peligro de extinción. Es endémica de Condado de San Mateo y el extremo norte del Condado de Santa Cruz, en la costa de California.
Algunos investigadores estiman que sólo hay entre 1000 y 2000 serpientes adultas de esta subespecie, sin embargo, la extensión total del hábitat que ocupa no ha sido plenamente documentada, y muchas serpientes podrían vivir en arroyos y otros cursos de agua que actualmente se encuentran sin explorar. Prefiere para vivir las zonas húmedas y pantanosas, y debido a su naturaleza elusiva, es difícil de ver o capturar

## Rango y hábitat
Vive en humedales dispersos de la península de San Francisco, a partir del límite norte del Condado de San Mateo al sur de las montañas de Santa Cruz, al menos en el lago Crystal Springs, y a lo largo de la costa del Pacífico, desde el sur de Año Nuevo Point hasta Waddell Creek, en el Condado de Santa Cruz. Es difícil obtener información fiable de distribución y número de individuos de esta subespecie, debido a la naturaleza evasiva del reptil, y el hecho de que gran parte del hábitat se encuentra en una propiedad privada que no ha sido objeto de reconocimiento. Esta subespecie es extremadamente tímida, difícil de localizar y capturar, y rápida para huir hacia el agua cuando se la molesta. El Servicio de Pesca y Vida Silvestre de EE. UU. ha declarado que muchos lugares que antes tenían poblaciones saludables de serpientes de la liga, están en declive debido a la presión urbanística y el relleno de los humedales en el Condado de San Mateo en los últimos sesenta años. Sin embargo en muchas áreas es aun bastante común y se pueden ver ejemplares con facilidad.